# Stor-Karitjärnen, Härjedalen
Stor-Karitjärnen är en sjö i Härjedalens kommun i Härjedalen och ingår i Ljusnans huvudavrinningsområde.